# Valdoviño
Valdoviño {{coor dms|43|36|42.33|N|8|09|33.93|W là một đô thị của Ferrolterra phía tây bắc Tây Ban Nha ở tỉnh A Coruña trong cộng đồng tự trị của Galicia. Dân cư Ferrolterra tập trung lớn thứ 3 Galicia, có dân số trên 211.000 (2005).